# 벨라우 국립박물관

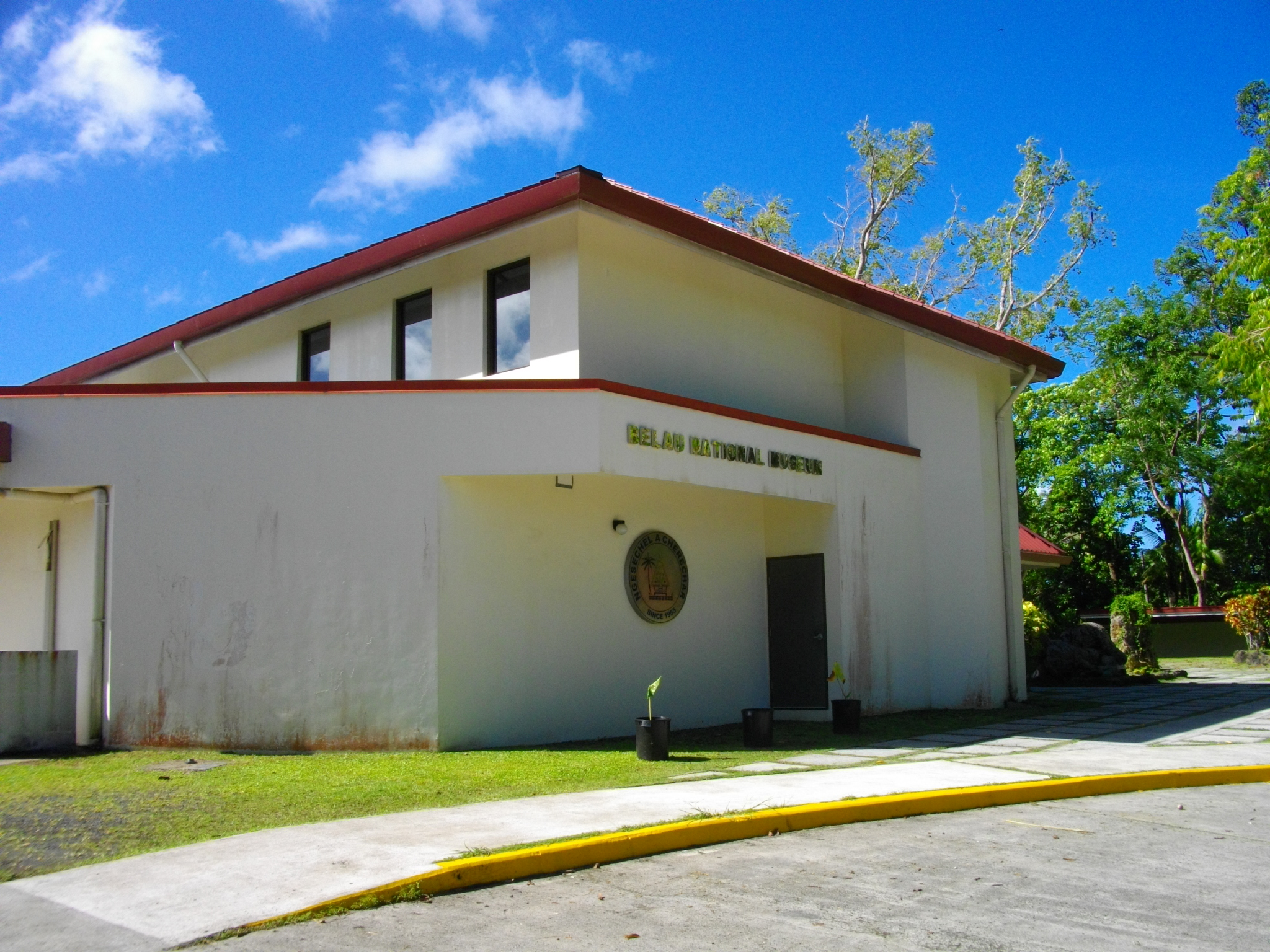
벨라우 국립박물관

벨라우 국립박물관(영어: Belau National Museum)은 팔라우 코로르에 있는 박물관이며, 벨라우(Belau)는 팔라우어로 '팔라우'를 의미한다.
1955년에 설립되었으며, 미크로네시아에서 가장 오래된 박물관이다. 구관은 원래 남양청의 기상대 청사로 사용되었으며, 중화민국 정부의 지원으로 신관이 지어진 이후 구관은 박물관 부속 도서관으로 이용되고 있다.
팔라우의 국가 유산의 보존 및 홍보, 예술품, 사진, 조각품 등의 유물을 전시하고 있으며, 팔라우의 초대 대통령인 하루오 레멜리크의 흉상이 세워져 있다.

## 같이 보기
- 국립박물관